# Ceroplastes brevicauda
Ceroplastes brevicauda (лат.) — вид полужесткокрылых насекомых-кокцид рода Ceroplastes из семейства ложнощитовки (Coccidae). Вредитель кофейного дерева.

## Распространение
Африка: Ангола, Замбия, Кения, Сенегал, Уганда, Эритрея, ЮАР.

## Описание
Питаются соками растений таких семейств, как Rubiaceae (Coffea stenophylla, Coffea robusta, Coffea canephora, Coffea arabica, Coffea, Gardenia, Pentas schimperana), Rutaceae (Citrus), Anacardiaceae, Apocynaceae, Aquifoliaceae, Asteraceae, Bignoniaceae, Euphorbiaceae, Fabaceae, Loranthaceae, Meliaceae, Moraceae, Myricaceae, Myrtaceae, Pittosporaceae, Plumbaginaceae.
Вид был впервые описан в 1931 году энтомологом У. Дж. Холлом (Hall, W. J.).
Таксон Ceroplastes brevicauda включён в состав рода Ceroplastes Gray, 1828 (триба Ceroplastini) вместе с видами Ceroplastes eugeniae, Ceroplastes eugeniae, Ceroplastes eugeniae, Ceroplastes helichrysi, Ceroplastes longicauda, Ceroplastes royenae, Ceroplastes toddaliae, и другими.